# Кубок Інтертото 1964—1965
Міжнародний футбольний кубок або Кубок Інтертото 1964/65 — четвертий розіграш Кубка Інтертото, європейського футбольного турніру для клубів, які не потрапили до офіційних турнірів УЄФА. У турнірі взяли участь 45 клубів із 13 країн.
Переможцем стала польська «Полонія» (Битом), фіналіст попереднього розіграшу, яка перемогла у фіналі східнонімецький «Лейпциг» 5:4 за сумою двох матчів.

## Учасники
В порівнянні з попереднім розіграшем у змаганнях не брали участь команди з Італії, натомість у турнірі вперше взяли участь команди Болгарії та Греції. Після двох ігор групового етапу грецький «Олімпіакос» вирішив знятись з турніру і на наступні ігри його замінив інший місцевий клуб «Паніоніос».
Команди були розділені на 11 груп по чотири клуби у кожній. На відміну від попереднього сезону географічний принцип не був так виражений: у групах А виступали західнонімецькі клуби з Бельгії, Нідерландів, Швейцарії та Західної Німеччини; у групах B — східноєвропейські представники Австрії, Болгарії, Чехословаччини, Східної Німеччини, Польщі, Югославії та одного клубу зі Швеції, тоді як у групах C, яких було лише 3, грали без географічної прив'язки. Там були клуби Франції, Греції та Швеції, а також по одному клубу з Чехословаччини, Польщі та Західної Німеччини та два з Югославії. Найкраща команда кожної групи виходила до Першого туру.

## Груповий етап

### Група A1
| Поз | Команда         | І | В | Н | П | ГЗ | ГП | РГ | О | Кваліфікація |
| --- | --------------- | - | - | - | - | -- | -- | -- | - | ------------ |
| 1   | Герта (Берлін)  | 6 | 2 | 3 | 1 | 12 | 12 | 0  | 7 | Перший раунд |
| 2   | Феєнорд         | 6 | 2 | 2 | 2 | 9  | 7  | +2 | 6 |              |
| 3   | Лозанна         | 6 | 1 | 4 | 1 | 14 | 14 | 0  | 6 |              |
| 4   | Стандард (Льєж) | 6 | 2 | 1 | 3 | 8  | 10 | −2 | 5 |              |

### Група A2
| Поз | Команда               | І | В | Н | П | ГЗ | ГП | РГ | О | Кваліфікація |
| --- | --------------------- | - | - | - | - | -- | -- | -- | - | ------------ |
| 1   | ДВС (Амстердам)       | 6 | 4 | 0 | 2 | 14 | 6  | +8 | 8 | Перший раунд |
| 2   | Ла Шо-де-Фон          | 6 | 3 | 1 | 2 | 9  | 10 | −1 | 7 |              |
| 3   | Айнтрахт (Брауншвейг) | 6 | 3 | 1 | 2 | 9  | 10 | −1 | 7 |              |
| 4   | Берінген              | 6 | 1 | 0 | 5 | 11 | 17 | −6 | 2 |              |

### Група A3
| Поз | Команда        | І | В | Н | П | ГЗ | ГП | РГ  | О  | Кваліфікація |
| --- | -------------- | - | - | - | - | -- | -- | --- | -- | ------------ |
| 1   | Кайзерслаутерн | 6 | 4 | 2 | 0 | 8  | 0  | +8  | 10 | Перший раунд |
| 2   | Енсхеде        | 6 | 2 | 3 | 1 | 11 | 7  | +4  | 7  |              |
| 3   | Беєрсхот       | 6 | 1 | 4 | 1 | 5  | 5  | 0   | 6  |              |
| 4   | Гренхен        | 6 | 0 | 1 | 5 | 3  | 15 | −12 | 1  |              |

### Група A4
| Поз | Команда    | І | В | Н | П | ГЗ | ГП | РГ | О  | Кваліфікація |
| --- | ---------- | - | - | - | - | -- | -- | -- | -- | ------------ |
| 1   | Льєж       | 6 | 4 | 2 | 0 | 10 | 3  | +7 | 10 | Перший раунд |
| 2   | НАК Бреда  | 6 | 3 | 2 | 1 | 17 | 8  | +9 | 8  |              |
| 3   | Янг Бойз   | 6 | 1 | 2 | 3 | 13 | 21 | −8 | 4  |              |
| 4   | Саарбрюкен | 6 | 0 | 2 | 4 | 6  | 14 | −8 | 2  |              |

### Група B1
| Поз | Команда          | І | В | Н | П | ГЗ | ГП | РГ | О | Кваліфікація |
| --- | ---------------- | - | - | - | - | -- | -- | -- | - | ------------ |
| 1   | Лейпциг          | 6 | 4 | 1 | 1 | 15 | 10 | +5 | 9 | Перший раунд |
| 2   | Воєводина        | 6 | 2 | 2 | 2 | 17 | 15 | +2 | 6 |              |
| 3   | Єднота (Тренчин) | 6 | 3 | 0 | 3 | 14 | 12 | +2 | 6 |              |
| 4   | Ферст Вієнна     | 6 | 1 | 1 | 4 | 8  | 17 | −9 | 3 |              |

### Група B2
| Поз | Команда           | І | В | Н | П | ГЗ | ГП | РГ | О | Кваліфікація |
| --- | ----------------- | - | - | - | - | -- | -- | -- | - | ------------ |
| 1   | Емпор (Росток)    | 6 | 4 | 0 | 2 | 13 | 11 | +2 | 8 | Перший раунд |
| 2   | Гвардія (Варшава) | 6 | 3 | 0 | 3 | 14 | 19 | −5 | 6 |              |
| 3   | Норрчепінг        | 6 | 2 | 1 | 3 | 12 | 10 | +2 | 5 |              |
| 4   | Раднички (Ниш)    | 6 | 2 | 1 | 3 | 13 | 12 | +1 | 5 |              |

### Група B3
| Поз | Команда           | І | В | Н | П | ГЗ | ГП | РГ | О | Кваліфікація |
| --- | ----------------- | - | - | - | - | -- | -- | -- | - | ------------ |
| 1   | Шомберки (Битом)  | 6 | 4 | 0 | 2 | 13 | 9  | +4 | 8 | Перший раунд |
| 2   | Кошиці            | 6 | 3 | 2 | 1 | 11 | 8  | +3 | 8 |              |
| 3   | Форвертс (Берлін) | 6 | 2 | 1 | 3 | 5  | 9  | −4 | 5 |              |
| 4   | Вінер Шпорт-Клуб  | 6 | 1 | 1 | 4 | 10 | 13 | −3 | 3 |              |

### Група B4
| Поз | Команда          | І | В | Н | П | ГЗ | ГП | РГ  | О | Кваліфікація |
| --- | ---------------- | - | - | - | - | -- | -- | --- | - | ------------ |
| 1   | Карл-Маркс-Штадт | 6 | 3 | 2 | 1 | 12 | 6  | +6  | 8 | Перший раунд |
| 2   | Татран           | 6 | 2 | 3 | 1 | 12 | 8  | +4  | 7 |              |
| 3   | Одра (Ополе)     | 6 | 2 | 2 | 2 | 6  | 6  | 0   | 6 |              |
| 4   | Спартак (Плевен) | 6 | 0 | 3 | 3 | 6  | 16 | −10 | 3 |              |

### Група C1
| Поз | Команда              | І | В | Н | П | ГЗ | ГП | РГ  | О  | Кваліфікація |
| --- | -------------------- | - | - | - | - | -- | -- | --- | -- | ------------ |
| 1   | Мальме               | 6 | 4 | 2 | 0 | 18 | 5  | +13 | 10 | Перший раунд |
| 2   | Тулуза               | 6 | 3 | 1 | 2 | 15 | 11 | +4  | 7  |              |
| 3   | Динамо (Загреб)      | 6 | 2 | 1 | 3 | 10 | 12 | −2  | 5  |              |
| 4   | Паніоніос/Олімпіакос | 6 | 0 | 2 | 4 | 6  | 21 | −15 | 2  |              |

1. ↑  «Олімпіакос» зіграв два матчі (на виїзді з «Динамо» (Загреб) і вдома з «Тулузою»), чотири матчі, що залишилися, зіграв «Паніоніос», який зайняв його місце.[2]

### Група C2
| Поз | Команда               | І | В | Н | П | ГЗ | ГП | РГ  | О | Кваліфікація |
| --- | --------------------- | - | - | - | - | -- | -- | --- | - | ------------ |
| 1   | Словнафт (Братислава) | 6 | 4 | 1 | 1 | 19 | 6  | +13 | 9 | Перший раунд |
| 2   | AIK                   | 6 | 3 | 0 | 3 | 11 | 15 | −4  | 6 |              |
| 3   | Сараєво               | 6 | 2 | 1 | 3 | 11 | 6  | +5  | 5 |              |
| 4   | Анже                  | 6 | 2 | 0 | 4 | 5  | 19 | −14 | 4 |              |

### Група C3
| Поз | Команда         | І | В | Н | П | ГЗ | ГП | РГ  | О | Кваліфікація |
| --- | --------------- | - | - | - | - | -- | -- | --- | - | ------------ |
| 1   | Полонія (Битом) | 6 | 3 | 1 | 2 | 18 | 6  | +12 | 7 | Перший раунд |
| 2   | Ланс            | 6 | 3 | 1 | 2 | 15 | 9  | +6  | 7 |              |
| 3   | Шальке 04       | 6 | 3 | 1 | 2 | 10 | 12 | −2  | 7 |              |
| 4   | Дегерфорс       | 6 | 1 | 1 | 4 | 4  | 20 | −16 | 3 |              |

## Перший раунд
ДВС (Амстердам) і «Мальме» змушені були пропустити цей раунд, оскільки брали участь у Кубку європейських чемпіонів 1964/65 і за угодою з УЄФА не могли після літньої перерви, коли пройшов груповий етап, грати у плей-оф Міжнародного кубка, аж до моменту вильоту з Кубка чемпіонів. Також напряму до чвертьфіналу за жеребом пройшли «Герта» (Берлін), «Лейпциг» і «Полонія» (Битом).
| Команда 1      | Заг. | Команда 2             | 1-й матч | 2-й матч |
| -------------- | ---- | --------------------- | -------- | -------- |
| Кайзерслаутерн | 2–4  | Словнафт (Братислава) | 1–1      | 1–3      |
| Льєж           | 1–0  | Шомберки (Битом)      | 0–0      | 1–0      |
| Емпор (Росток) | 1–2  | Карл-Маркс-Штадт      | 0–1      | 1–1      |

## Чвертьфінал
«Мальме» вилетіло з Кубка європейських чемпіонів 1964/65 і отримало право зіграти у чвертьфіналі, в той час як ДВС (Амстердам) продовжив виступи у Кубку чемпіонів, тому був виключений з Міжнародного кубка. Через це його суперник, «Льєж», автоматично пройшов до півфіналу.
| Команда 1        | Заг. | Команда 2             | 1-й матч | 2-й матч |
| ---------------- | ---- | --------------------- | -------- | -------- |
| Герта (Берлін)   | 5–2  | Словнафт (Братислава) | 5–0      | 0–2      |
| Лейпциг          | 5–2  | Мальме                | 4–1      | 1–1      |
| Карл-Маркс-Штадт | 3–4  | Полонія (Битом)       | 2–0      | 1–4      |

## Півфінал

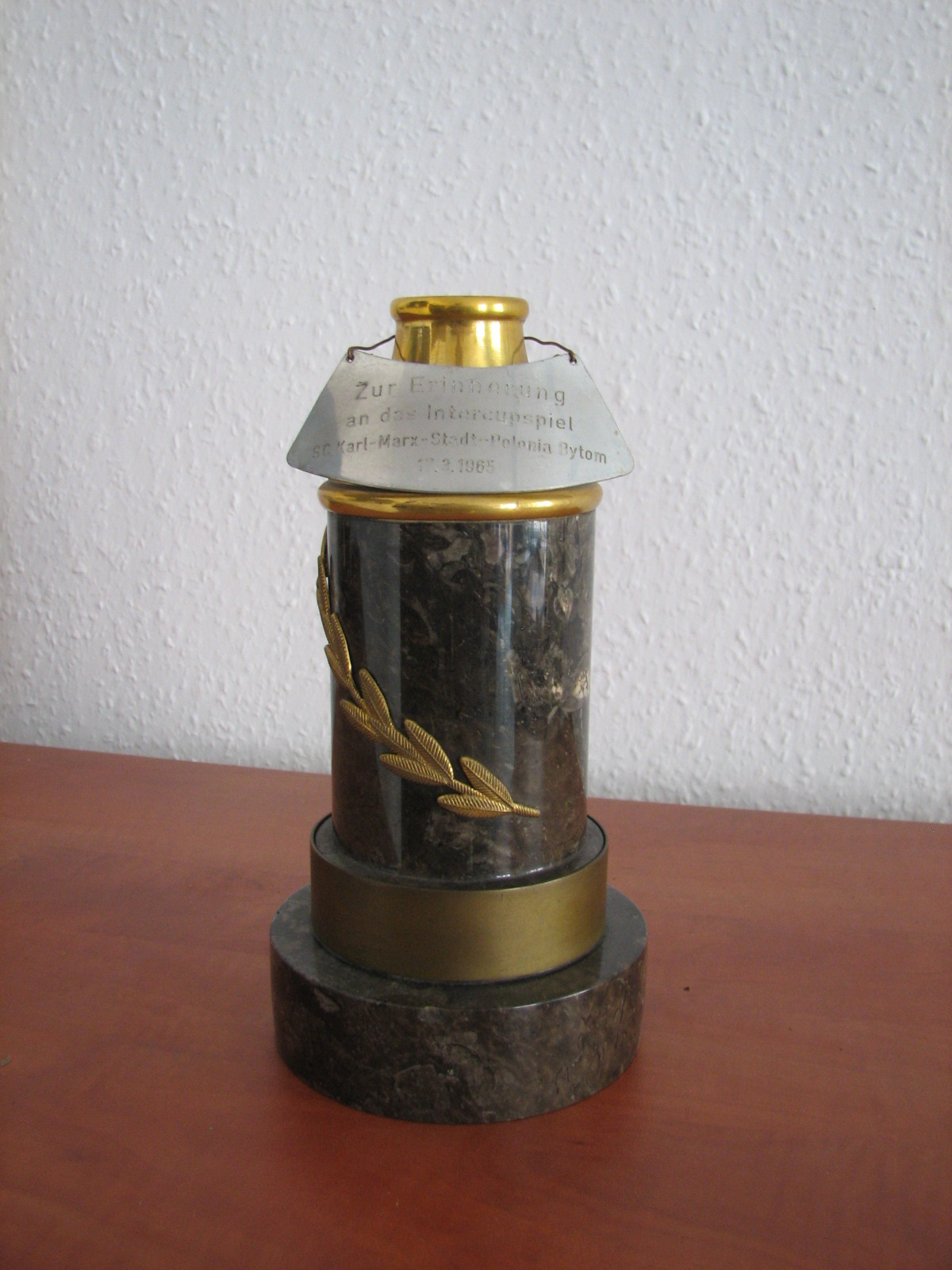
Кубок, який розігрувався у фіналі клубами «Лейпциг» та «Полонія» (Битом).

| Команда 1      | Заг. | Команда 2       | 1-й матч | 2-й матч |
| -------------- | ---- | --------------- | -------- | -------- |
| Герта (Берлін) | 1–8  | Лейпциг         | 1–4      | 0–4      |
| Льєж           | 2–3  | Полонія (Битом) | 1–0      | 1–3      |

## Фінал
Вперше фінал пройшов у два матчі. Програвши 9 червня 1965 року у першій грі фіналу в Лецпцизі однойменному клубу, «Полонія» зуміла 16 червня виграти домашню гру у Битомі з рахунком 5:1 і за сумою двох матчів здобути кубок.
| Команда 1 | Заг. | Команда 2       | 1-й матч | 2-й матч |
| --------- | ---- | --------------- | -------- | -------- |
| Лейпциг   | 4–5  | Полонія (Битом) | 3–0      | 1–5      |